# Петропавловка (Сакмарский район)
Петропа́вловка — село в Сакмарском районе Оренбургской области России. Входит в состав Никольского сельсовета.

## География
Село находится в центральной части Оренбургской области, в степной зоне, в правобережной части долины реки Сакмара, на расстоянии примерно 21 км (по прямой) к востоку-северо-востоку (ENE) от села Сакмары, административного центра района. Абсолютная высота — 111 м над уровнем моря.
Климат
Климат характеризуется как умеренно континентальный с продолжительной морозной зимой и относительно коротким жарким сухим летом. Абсолютный максимум температуры воздуха составляет 43 °C; абсолютный минимум — −45 °C. Среднегодовое количество атмосферных осадков составляет 336 мм. Устойчивый снежный покров формируется в конце ноября и держится в течение 120—140 дней.
Часовой пояс
Село Петропавловка, как и вся Оренбургская область, находится в часовой зоне МСК+2. Смещение применяемого времени относительно UTC составляет +5:00.

## Население
| 2010 |
| ---- |
| 127  |

Половой состав
По данным Всероссийской переписи населения 2010 года, в половой структуре населения мужчины составляли 43,3 %, женщины — соответственно 56,7 %.
Национальный состав
Согласно результатам переписи 2002 года, в национальной структуре населения русские составляли 54 % из 145 чел., украинцы — 36 %.

## Известные уроженцы
- Сибирин, Семён Алексеевич (1914—1949) — советский военный лётчик, подполковник, Герой Советского Союза.

## Палеонтология
В Петропавловке обнаружены ископаемые остатки темноспондильных амфибий, обитавших в раннем триасовом периоде. В фёдоровском горизонте верхнеоленёкского подъяруса найдены образцы Parotosuchus, Batrachosuchoides, Inflectosaurus и неопределённого представителя семейства Trematosauridae. В гамском горизонте верхнеоленёкского подъяруса найдены окаменелости Parotosuchus и Batrachosuchoides.